# 程序员 (杂志)
《程序员》，2000年创刊。是当时中华人民共和国首部针对开发人员的专业技术权威刊物。
2015年，《程序员》杂志休刊。